# مزمل حسین
مزمل حسین (انگلیسی: Muzammil Hussain؛ زادهٔ ۶ سپتامبر ۱۹۹۳) بازیکن فوتبال اهل پاکستان است.
وی همچنین در تیم‌های ملی فوتبال زیر ۲۳ سال پاکستان و پاکستان بازی کرده است.